# 미야자키 이치사다
미야자키 이치사다(일본어: 宮崎 市定, 1901년 8월 20일 ~ 1995년 5월 24일)는 일본의 동양사학자이다. 나가노현 시모미노치군 아키쓰촌(현 이야마시) 출신이다. 주요 연구 분야는 중국의 사회, 경제, 제도사 등이며 특히 과거제도에 대한 논문이 유명하다. 동양사 통사론에도 정통하며 소위 교토학파의 중심 인물이다.

## 약력

### 유년시절
1901년(메이지 34년) 일본 나가노현 시모미노치군 아키쓰촌(오늘날의 이야마시)의 시즈마(静間)에서 미야자키 이치조(宮崎市蔵)와 가이(悦)의 둘째 아들로 태어났다. 아버지 이치조는 이야마 소학교(飯山小学校)의 교사였다. 그 뒤 아키쓰 소학교(秋津小学校)、현립 이이다 중학교(県立飯山中学校, 일본 나가노 현 이야마 고등학교長野県飯山北高等学校의 전신)를 졸업하고 1919년(다이쇼 9년)에 신설된 마츠모토 고교(松本高校, 오늘날 신슈대학信州大学) 문과(文科) 갑류(甲類)에 진학하였다. 후배로는 훗날 미야자키와 마찬가지로 동양사학자로 이름을 날리게 되는 소가베 시즈오(曽我部静雄)와 니이다 노보루(仁井田陞)가 있었다.

### 대학시절
1922년(다이쇼 11년) 교토제국대학 문학부 사학과에 진학하였다. 동양사를 전공하였으며 나이토 고난(内藤湖南), 구와바라 지쓰조(桑原隲蔵), 하네다 도루(羽田亨), 가노 나오키(狩野直喜) 등에게 사사하였다. 졸업 논문은 『남송 말의 재상, 가사도(南宋末の宰相賈似道)』로, 북방 민족과 중국 사회와의 교섭의 한 장면으로써 남송 멸망기를 주목한 것이었다. 이후 송대, 중국 고대사로 연구대상을 옮기게 된다.

### 소장연구자 시절
1932년(쇼와 7년) 제1차 상하이 사변에 의해 소집되어 3개월 뒤에 무사 귀환하였는데, 마창장(馬廠長)으로 근무하던 도중에 쌓은 말에 대한 지식이 훗날 그의 커리어에 도움이 되었다. 1934년(쇼와 9년)에 발표한 「유협에 대하여(遊侠に於いて)」에서는 중국 고대에 있어서의 도시국가의 존재를 지적하고 있다. 
1936년(쇼와 11년) 2월에는 일본 문부성 재외연구원으로서 프랑스 파리로 유학하여 동양어학교에서 아라비아어를 습득하였다. 미국을 경유하여 1938년(쇼와 13년) 8월에 귀국하였다.

### 교토제국대학 교수 시절
1944년(쇼와 19년) 5월부터 교토제국대학 문학부 교수로 재직하였다. 패전 뒤인 1947년 『아시아사 개설 : 속편(アジヤ史概説：続編)』을 발표하고 교토 대학에서 『오대 송초의 통화문제』(五代宋初の通貨問題)로 박사학위를 받았다. 
1950년에 『동양적 근세』(東洋的近世)를 출간, 송대근세설(宋代近世説)을 전개하였다. 1960년 10월에 파리 대학 객원교수로써 프랑스에 부임하였다. 귀국 후에 하버드 대학 객원교수로 위촉되어 미국으로 갔으며 1962년 7월에 귀국하였다. 1965년 정년퇴직했고 독일 함부르크 대학교의 명예객원교수로 있기도 하였다.

### 만년
퇴임 뒤엔 요시다 산(吉田山)의 동쪽 산기슭의 자택에서 저술 활동에 전념하였으며, 『논어의 신연구』(論語の新研究) ・ 『중국사』(中国史) 등을 집필하였다. 1990년대에 간행된 전집에 부친 자신의 발문이 호평을 받아 단행본으로 출판되는 등 만년에 이르기까지 일본에서 동양사 논문을 집필하는 필력은 건재하였다(전집 간행은 거의 2개월에 1책 정도였으며 90년대 전반에 격월 연재를 지속하였다는 계산이 된다) 
1995년 5월 24일에 폐렴으로 사망하였다.

## 수상내역
1978년 프랑스 학사원으로부터 줄리앙상을 수상하였다. 1989년에는 일본 정부로부터 문화공로자로서 표창을 받았다.

## 태평양전쟁기 일본 역사 편찬 참여
1942년 일본 문부성에서 대동아역사편찬이라는 프로젝트에 의해 편찬책임자로 선정되었다. 문부성의 의도는 미얀마에서 동쪽 영역의 소위 대동아공영권내에서 가장 오랜 역사를 자랑하는 일본의 황국문화가 조선과 지나를 거쳐 아시아 각지에 확대되어간다는 자민족 우월주의적 황국식민사관에 근거한 것이었다. 이에 미야자키외 편찬 책임자들은 객관적인 역사서술로 보기에 무리가 있는 이 내용대신, 문명의 근원을 메소포타미아등 서아시아권에서 발흥한 것으로 하되, 그 문화가 동으로 전파되어 가장 고도로 발전한 문화가 일본이라는 식으로 할 것을 건의하여, 문부성은 이를 수락하였다. 미야자키는 이 저술중 고대에서 중국 당대까지의 저술을 맡았으나, 패전후 이 프로젝트는 소멸한다. 1947년에는 이 원고를 바탕으로, 《아시아사 개설》을 출판한다.

## 번역서
- 《중국사》, 조병한 역, 역민사, 1989년 8월 1일
- 《중국의 시험-과거》, 중국사연구회 역, 청년사, 1989년 9월 1일
- 《中國中世史》, 임중혁 역, 신서원, 1996년 3월 1일
- 《옹정제》, 차혜원 역, 이산, 2001년 1월 26일
- 《중국의 시험 지옥 과거》, 중국사연구회 역, 청년사, 2001년 4월 24일
- 《논어》, 박영철 역, 이산, 2001년 10월 27일
- 《구품관인법의 연구》, 임대희 역, 소나무, 2002년 2월 26일
- 《자유인 사마천과 사기의 세계》, 이경덕 역, 다른세상, 2004년 9월 24일
- 《중국사의 대가 수호전을 역사로 읽다》, 차혜원 역, 푸른역사, 2006년 3월 20일
- 《녹주공안》, 차혜원 역, 이산, 2010년 2월 4일
- 《수양제》, 전혜선 역, 역사비평사, 2014년 12월 29일